# Alphataurus
Alphataurus是義大利硬搖滾、前衛搖滾團體，於1973年發行他們唯一的專輯Alphataurus。後來，七零年代早期的一些未發行的歌曲整理後，發行了Dietro l'uragano專輯。

## 成員
- 主唱：Michele Bavaro
- 貝斯：Alfonso Oliva
- 鍵盤樂器：Pietro Pellegrini
- 鼓：Giorgio Santandrea
- 吉他：Guido Wassermann

## 另見
- 義大利前衛搖滾

## 延伸閱讀
- 義大利前衛搖滾網站（页面存档备份，存于）